# Tettigoniomyia cribrata
Tettigoniomyia cribrata är en tvåvingeart som först beskrevs av Villeneuve 1923.  Tettigoniomyia cribrata ingår i släktet Tettigoniomyia och familjen blomsterflugor. Inga underarter finns listade i Catalogue of Life.